# Stine Lerou
Christina Petronella (Stine) Lerou (Rotterdam, 16 april 1901 – Amsterdam, 4 april 1997) was een Nederlands actrice.

## Levensloop
Stine Lerou werd geboren als tweede dochter van Willem Franciscus Antonius Lerou (1871-1960) en Christina Wilhelmina Hazevoet (1869-1941). Na haar werd nog een zoon geboren.
Ze debuteerde als actrice op 15 februari 1946 bij het toneelgezelschap van Jan Nooy in het stuk 'n Huis vol herrie. Ze was een veelzijdig actrice die in vele theaterstukken heeft gespeeld.
Uit haar huwelijk met Leunis David Versluijs werd dochter Elisabeth geboren, die eveneens actrice werd. Stine Lerou overleed op 95-jarige leeftijd en is begraven op begraafplaats Zorgvlied in Amsterdam. Haar tweede echtgenoot, de acteur André van Zandbergen (1911-1999) is in hetzelfde graf begraven.

## Filmografie

### Film
- Ciske de Rat - Chris (1955)[3]
- De dertig seconden - Passagier in vliegtuig (1964)
- De Wolvenman (1974)[4]

### Televisieseries
- School voor volwassenen - Moeder van Joop (1961)
- De beslagen spiegel (tv-serie) (1980)

### Toneel
- Susan en een betere wereld (1938)[5][6]
- Hij zit aan de smeltkroes - Juffrouw Trahne (1962)
- Geld te geef - Mevrouw Bronson (1963)
- Yerma - Oude vrouw (1966)

### Hoorspel
- Berg der schimmen (1967)